# Rasen-Dart-Effekt
Der Rasen-Dart-Effekt (englisch lawn dart effect) bezeichnet ein Phänomen, das beim Fliegen von Kampfjets auftreten soll. Bei einer horizontalen Beschleunigung von mehr als 1 Schwerkraftsbeschleunigung soll das vestibuläre System so extrem stimuliert werden, dass Fliegende die falsche Wahrnehmung erfahren, das Flugzeug würde steigen. Dies veranlasst sie fälschlicherweise dazu, die Nase des Flugzeugs zu senken oder die Flughöhe zu verringern, was zu einem Absturz führen kann.

## Benennung
Der Effekt ist im englischen Original nach dem Kinderspiel lawn darts benannt, eine Version des Dartspiels, bei dem große Darts auf ein horizontales Zielfeld geworfen werden. Die Namensgebung bezieht sich auf die Ähnlichkeit zwischen der Flugbahn des Darts und des Kampfflugzeugs, das auf den Boden trifft.